# Llista d'asteroides/202801-202900
| Nom      | Designació provisional | Data de descobriment   | Lloc de descobriment | Descobridor/s                                          |
| -------- | ---------------------- | ---------------------- | -------------------- | ------------------------------------------------------ |
| 202801 - | 2008 RC47              | 2 de setembre de 2008  | Kitt Peak            | Spacewatch                                             |
| 202802 - | 2008 RE79              | 9 de setembre de 2008  | Bergisch Gladbach    | W. Bickel                                              |
| 202803 - | 2008 RZ104             | 6 de setembre de 2008  | Mount Lemmon         | Mount Lemmon Survey                                    |
| 202804 - | 2008 RO116             | 7 de setembre de 2008  | Mount Lemmon         | Mount Lemmon Survey                                    |
| 202805 - | 2008 RS116             | 7 de setembre de 2008  | Mount Lemmon         | Mount Lemmon Survey                                    |
| 202806 - | 2008 SW2               | 23 de setembre de 2008 | Sierra Stars         | F. Tozzi                                               |
| 202807 - | 2008 SR11              | 25 de setembre de 2008 | Prairie Grass        | J. Mahony                                              |
| 202808 - | 2008 SJ15              | 19 de setembre de 2008 | Kitt Peak            | Spacewatch                                             |
| 202809 - | 2008 SQ33              | 20 de setembre de 2008 | Mount Lemmon         | Mount Lemmon Survey                                    |
| 202810 - | 2008 SE42              | 20 de setembre de 2008 | Catalina             | CSS                                                    |
| 202811 - | 2008 SO43              | 20 de setembre de 2008 | Kitt Peak            | Spacewatch                                             |
| 202812 - | 2008 SB46              | 20 de setembre de 2008 | Kitt Peak            | Spacewatch                                             |
| 202813 - | 2008 SV52              | 20 de setembre de 2008 | Mount Lemmon         | Mount Lemmon Survey                                    |
| 202814 - | 2008 SX60              | 20 de setembre de 2008 | Catalina             | CSS                                                    |
| 202815 - | 2008 SQ62              | 21 de setembre de 2008 | Kitt Peak            | Spacewatch                                             |
| 202816 - | 2008 SS62              | 21 de setembre de 2008 | Kitt Peak            | Spacewatch                                             |
| 202817 - | 2008 SS64              | 21 de setembre de 2008 | Mount Lemmon         | Mount Lemmon Survey                                    |
| 202818 - | 2008 SN74              | 23 de setembre de 2008 | Catalina             | CSS                                                    |
| 202819 - | 2008 SY81              | 26 de setembre de 2008 | La Cañada            | La Cañada                                              |
| 202820 - | 2008 SQ86              | 20 de setembre de 2008 | Kitt Peak            | Spacewatch                                             |
| 202821 - | 2008 SD104             | 21 de setembre de 2008 | Kitt Peak            | Spacewatch                                             |
| 202822 - | 2008 SP106             | 21 de setembre de 2008 | Kitt Peak            | Spacewatch                                             |
| 202823 - | 2008 SW107             | 22 de setembre de 2008 | Kitt Peak            | Spacewatch                                             |
| 202824 - | 2008 SX107             | 22 de setembre de 2008 | Kitt Peak            | Spacewatch                                             |
| 202825 - | 2008 SX115             | 22 de setembre de 2008 | Kitt Peak            | Spacewatch                                             |
| 202826 - | 2008 SG118             | 22 de setembre de 2008 | Mount Lemmon         | Mount Lemmon Survey                                    |
| 202827 - | 2008 SQ143             | 24 de setembre de 2008 | Mount Lemmon         | Mount Lemmon Survey                                    |
| 202828 - | 2008 SS155             | 23 de setembre de 2008 | Socorro              | LINEAR                                                 |
| 202829 - | 2008 SD160             | 24 de setembre de 2008 | Socorro              | LINEAR                                                 |
| 202830 - | 2008 SY166             | 28 de setembre de 2008 | Socorro              | LINEAR                                                 |
| 202831 - | 2008 SX167             | 28 de setembre de 2008 | Socorro              | LINEAR                                                 |
| 202832 - | 2008 SZ193             | 25 de setembre de 2008 | Kitt Peak            | Spacewatch                                             |
| 202833 - | 2008 SX194             | 25 de setembre de 2008 | Kitt Peak            | Spacewatch                                             |
| 202834 - | 2008 SW195             | 25 de setembre de 2008 | Kitt Peak            | Spacewatch                                             |
| 202835 - | 2008 SY195             | 25 de setembre de 2008 | Kitt Peak            | Spacewatch                                             |
| 202836 - | 2008 SS201             | 26 de setembre de 2008 | Kitt Peak            | Spacewatch                                             |
| 202837 - | 2008 SR205             | 26 de setembre de 2008 | Kitt Peak            | Spacewatch                                             |
| 202838 - | 2008 SE206             | 26 de setembre de 2008 | Kitt Peak            | Spacewatch                                             |
| 202839 - | 2008 SX218             | 30 de setembre de 2008 | OAM                  | La Sagra                                               |
| 202840 - | 2008 SG235             | 28 de setembre de 2008 | Mount Lemmon         | Mount Lemmon Survey                                    |
| 202841 - | 2008 SQ242             | 29 de setembre de 2008 | Kitt Peak            | Spacewatch                                             |
| 202842 - | 2008 SU264             | 25 de setembre de 2008 | Kitt Peak            | Spacewatch                                             |
| 202843 - | 2008 SV264             | 25 de setembre de 2008 | Kitt Peak            | Spacewatch                                             |
| 202844 - | 2008 TK7               | 3 d'octubre de 2008    | OAM                  | La Sagra                                               |
| 202845 - | 2008 TN12              | 1 d'octubre de 2008    | Kitt Peak            | Spacewatch                                             |
| 202846 - | 2008 TK20              | 1 d'octubre de 2008    | Mount Lemmon         | Mount Lemmon Survey                                    |
| 202847 - | 2008 TK24              | 2 d'octubre de 2008    | Catalina             | CSS                                                    |
| 202848 - | 2008 TG48              | 2 d'octubre de 2008    | Kitt Peak            | Spacewatch                                             |
| 202849 - | 2008 TM74              | 2 d'octubre de 2008    | Kitt Peak            | Spacewatch                                             |
| 202850 - | 2008 TM78              | 2 d'octubre de 2008    | Mount Lemmon         | Mount Lemmon Survey                                    |
| 202851 - | 2008 TW90              | 3 d'octubre de 2008    | Kitt Peak            | Spacewatch                                             |
| 202852 - | 2008 TH92              | 4 d'octubre de 2008    | Črni Vrh             | Črni Vrh                                               |
| 202853 - | 2008 TW94              | 5 d'octubre de 2008    | OAM                  | La Sagra                                               |
| 202854 - | 2008 TJ99              | 6 d'octubre de 2008    | Kitt Peak            | Spacewatch                                             |
| 202855 - | 2008 TX109             | 6 d'octubre de 2008    | Mount Lemmon         | Mount Lemmon Survey                                    |
| 202856 - | 2008 TN116             | 6 d'octubre de 2008    | Catalina             | CSS                                                    |
| 202857 - | 2008 TT117             | 6 d'octubre de 2008    | Kitt Peak            | Spacewatch                                             |
| 202858 - | 2008 TW117             | 6 d'octubre de 2008    | Kitt Peak            | Spacewatch                                             |
| 202859 - | 2008 TP124             | 8 d'octubre de 2008    | Mount Lemmon         | Mount Lemmon Survey                                    |
| 202860 - | 2008 TX125             | 8 d'octubre de 2008    | Mount Lemmon         | Mount Lemmon Survey                                    |
| 202861 - | 2008 TM128             | 8 d'octubre de 2008    | Catalina             | CSS                                                    |
| 202862 - | 2008 TT128             | 8 d'octubre de 2008    | Catalina             | CSS                                                    |
| 202863 - | 2008 TD161             | 1 d'octubre de 2008    | Mount Lemmon         | Mount Lemmon Survey                                    |
| 202864 - | 2008 UY3               | 23 d'octubre de 2008   | Bergisch Gladbach    | W. Bickel                                              |
| 202865 - | 2008 UQ6               | 22 d'octubre de 2008   | Kitt Peak            | Spacewatch                                             |
| 202866 - | 2008 UK30              | 20 d'octubre de 2008   | Kitt Peak            | Spacewatch                                             |
| 202867 - | 2008 UU36              | 20 d'octubre de 2008   | Kitt Peak            | Spacewatch                                             |
| 202868 - | 2008 UC49              | 20 d'octubre de 2008   | Kitt Peak            | Spacewatch                                             |
| 202869 - | 2008 UM53              | 20 d'octubre de 2008   | Kitt Peak            | Spacewatch                                             |
| 202870 - | 2008 UF62              | 21 d'octubre de 2008   | Kitt Peak            | Spacewatch                                             |
| 202871 - | 2008 UE92              | 23 d'octubre de 2008   | Socorro              | LINEAR                                                 |
| 202872 - | 2008 UG109             | 21 d'octubre de 2008   | Kitt Peak            | Spacewatch                                             |
| 202873 - | 2008 UV119             | 22 d'octubre de 2008   | Kitt Peak            | Spacewatch                                             |
| 202874 - | 2008 UT124             | 22 d'octubre de 2008   | Kitt Peak            | Spacewatch                                             |
| 202875 - | 2008 UR130             | 23 d'octubre de 2008   | Kitt Peak            | Spacewatch                                             |
| 202876 - | 2008 UT131             | 23 d'octubre de 2008   | Kitt Peak            | Spacewatch                                             |
| 202877 - | 2008 UW145             | 23 d'octubre de 2008   | Kitt Peak            | Spacewatch                                             |
| 202878 - | 2008 UH184             | 24 d'octubre de 2008   | Kitt Peak            | Spacewatch                                             |
| 202879 - | 2008 UF251             | 27 d'octubre de 2008   | Kitt Peak            | Spacewatch                                             |
| 202880 - | 2008 UH262             | 27 d'octubre de 2008   | Kitt Peak            | Spacewatch                                             |
| 202881 - | 2008 UV281             | 28 d'octubre de 2008   | Kitt Peak            | Spacewatch                                             |
| 202882 - | 2008 UA316             | 30 d'octubre de 2008   | Kitt Peak            | Spacewatch                                             |
| 202883 - | 4723 P-L               | 24 de setembre de 1960 | Palomar              | C. J. van Houten, I. van Houten-Groeneveld, T. Gehrels |
| 202884 - | 7590 P-L               | 17 d'octubre de 1960   | Palomar              | C. J. van Houten, I. van Houten-Groeneveld, T. Gehrels |
| 202885 - | 3095 T-2               | 30 de setembre de 1973 | Palomar              | C. J. van Houten, I. van Houten-Groeneveld, T. Gehrels |
| 202886 - | 1979 OZ9               | 24 de juliol de 1979   | Siding Spring        | S. J. Bus                                              |
| 202887 - | 1981 EO33              | 1 de març de 1981      | Siding Spring        | S. J. Bus                                              |
| 202888 - | 1981 EM34              | 2 de març de 1981      | Siding Spring        | S. J. Bus                                              |
| 202889 - | 1991 TF15              | 6 d'octubre de 1991    | Palomar              | A. Lowe                                                |
| 202890 - | 1991 VN7               | 3 de novembre de 1991  | Kitt Peak            | Spacewatch                                             |
| 202891 - | 1992 EO10              | 2 de març de 1992      | La Silla             | UESAC                                                  |
| 202892 - | 1993 SP                | 18 de setembre de 1993 | Kitt Peak            | Spacewatch                                             |
| 202893 - | 1993 TH39              | 9 d'octubre de 1993    | La Silla             | E. W. Elst                                             |
| 202894 - | 1994 WB5               | 28 de novembre de 1994 | Kitt Peak            | Spacewatch                                             |
| 202895 - | 1994 YP                | 28 de desembre de 1994 | Oizumi               | T. Kobayashi                                           |
| 202896 - | 1995 DD7               | 24 de febrer de 1995   | Kitt Peak            | Spacewatch                                             |
| 202897 - | 1995 DE9               | 24 de febrer de 1995   | Kitt Peak            | Spacewatch                                             |
| 202898 - | 1995 FK14              | 27 de març de 1995     | Kitt Peak            | Spacewatch                                             |
| 202899 - | 1995 FP16              | 28 de març de 1995     | Kitt Peak            | Spacewatch                                             |
| 202900 - | 1995 FL20              | 31 de març de 1995     | Kitt Peak            | Spacewatch                                             |